# Вінницька академія безперервної освіти
Комунальний заклад вищої освіти «Вінницька академія безперервної освіти» (раніше Вінницький обласний інститут післядипломної освіти педагогічних працівників) — провідна установа у Вінницькій області із підвищення кваліфікації педагогічних працівників та керівників навчальних закладів.
Вінницький обласний інститут післядипломної освіти педагогічних працівників (далі — ВОІПОПП, Інститут) було створено за рішенням Вінницького обласного виконавчого комітету (протокол № 4 від 03.05.44р.) як обласний інститут вдосконалення вчителів. У 1992 році наказом по управлінню освіти Вінницької обласної держадміністрації № 191 від 02.12.1992 р. перейменовано у вище названий Інститут, який знаходиться за адресою: м. Вінниця, вул. Грушевського, 13. Інститут відповідно до «Положення про республіканський (Автономної Республіки Крим), обласні та Київський і Севастопольський міські інститути післядипломної педагогічної освіти» від 17.11.2000 р. № 538 (із змінами, внесеними згідно з Наказом Міністерства освіти і науки від 31.07.2009 № 712) є вищим навчальним закладом ІІІ-IV рівнів акредитації. Рішенням 36 сесії Вінницької обласної ради 6-го скликання від 30 квітня 2015 року № 872 навчальний заклад було перейменовано на Вінницьку академію неперервної освіти.

## Основні установчі документи
Основними установчими документами, на підставі яких здійснюється діяльність Вінницького обласного інституту післядипломної освіти педагогічних працівників, є:
- Положення про республіканський (автономної республіки Крим), обласні та Київський і Севастопольський міські інститути ППО (наказ Міністерства освіти і науки України № 538 від 17.11.2000; наказ Міністерства освіти і науки України № 712 від 31.07.2009);
- Статут вищого навчального закладу «Вінницький обласний інститут післядипломної освіти педагогічних працівників», затверджений рішенням 10 сесії обласної Ради 5 скликання від 28 березня 2007 р. № 249; рішенням 13 сесії обласної Ради 5 скликання від 25 жовтня 2007 р. № 390; погоджений з Міністерством освіти і науки України 04.09.2007;
- Свідоцтво про державну реєстрацію юридичної особи «Вінницького обласного інституту післядипломної освіти педагогічних працівників» від 20.12.2007, № 826076, видане Виконавчим комітетом Вінницької міської ради м. Вінниця;
- довідка АА № 019642 про внесення установи до єдиного державного реєстру підприємств та організацій України.
У 2007 році Інститут підтвердив право на надання освітніх послуг, пов'язаних з одержанням освіти на рівні кваліфікаційних вимог до підвищення кваліфікації (розширення профілю, спеціалізації) педагогічних працівників (ліцензований обсяг — 5500 осіб) і отримав ліцензію Міністерства освіти і науки України (серія АВ № 301171 від 22.01.2007 р.), видану за рішенням Державної акредитаційної комісії (протокол № 64 від 26.12.2006 р.) строком її дії з 01.07.2007 по 01.07.2012 р.
Перевірено і констатовано відповідність копій документів у ліцензійній справі їх оригіналам.
Відповідно до реформування освітньої галузі здійснено зміни в структуру Інституту:
- введено посади: ректора, проректора з науково-педагогічної роботи та моніторингу якості освіти (2009 р.),

- проректора з науково-педагогічної роботи та міжнародного співробітництва (2009 р.);

- створено факультет підвищення кваліфікації педагогічних працівників (2011 р.);

- створено нові кафедри: методики викладання суспільно-гуманітарних дисциплін, методики викладання природничо-математичних дисциплін (2011 р.);

- створено відділи: дистанційної освіти (2009 р.), інформаційних технологій (2009 р.), моніторингу якості освіти (2007 р.), педагогічних інновацій (2009 р.).

## Структура інституту
До структури Інституту входять: 1 факультет, 4 кафедри, 6 відділів, 15 навчально-методичних кабінетів, бібліотека, бухгалтерія, канцелярія, гуртожиток.
Освітню діяльність Вінницький обласний інститут післядипломної освіти педагогічних працівників проводить на підставі чинної ліцензії Міністерства освіти і науки України від 22.01.2007 серії АВ № 301171 на право надання освітніх послуг, пов'язаних з одержанням освіти на рівні кваліфікаційних вимог до підвищення кваліфікації фахівців (рішення ДАК від 26.12.2006, протокол № 64, наказ МОН України від16.01.2007 № 29-Л).
Згідно з відповідним рішенням ДАК наявний ліцензійний обсяг на підвищення кваліфікації педагогів на рік становить 5500 (п'ять тисяч п'ятсот осіб).
Відповідно до статей 41, 42 Закону України «Про загальну середню освіту» Інститут здійснює науково-методичне забезпечення системи загальної середньої, дошкільної та позашкільної освіти.
Інститут — складова галузі освіти дорослих, що покликана забезпечити неперервне вдосконалення професійних знань, умінь та навичок педагогічних, науково-педагогічних та керівних кадрів освіти регіону шляхом підвищення кваліфікації в курсовий та міжкурсовий періоди, перепідготовки, стажування на основі новітніх навчальних технологій, досягнень науки.
Інститут є базою для роботи з педагогічними кадрами області, здійснює керівництво та координує науково-методичну діяльність 33 міських та районних методичних кабінетів області, 968 загальноосвітніх і 704 дошкільних навчальних закладів, 50 позашкільних установ (усього майже 22 тис. керівних і педагогічних працівників області).
Кількісний склад слухачів курсів на рік упродовж останніх п'яти років відповідав вимогам «Положення про атестацію педагогічних працівників». Педагогічні працівники проходили підвищення кваліфікації один раз на п'ять років, що становить 20 % від загальної кількості педагогів області. Зазначене співвідношення закріплене в перспективному плані-графіку підвищення кваліфікації педагогічних кадрів області та статистично-прогностичних даних відповідно до замовлень органів управління освіти райдержадміністрацій (міських рад), навчальних закладів обласного підпорядкування.
Інститут безпосередньо підпорядкований управлінню освіти і науки Вінницької обласної державної адміністрації. В частині нормативно-правового забезпечення — Міністерству освіти і науки, молоді та спорту України, з питань науково-методичного забезпечення — Інституту Інноваційних технологій і змісту освіти Міністерства освіти і науки, молоді та спорту України, Центральному інституту післядипломної педагогічної освіти Університету менеджменту освіти Національної академії педагогічних наук України.
Вінницький обласний інститут післядипломної освіти педагогічних працівників проводить підвищення кваліфікації педагогічних працівників за різними формами з усіх педагогічних спеціальностей.
Кадровий потенціал інституту, наявна матеріальна база і багаторічний досвід діяльності дозволяють успішно вирішувати визначені державою завдання післядипломної педагогічної освіти.

## Мета діяльності інституту
Метою діяльності інституту є наукове і методичне забезпечення системи післядипломної педагогічної освіти області, підвищення кваліфікації та перепідготовка керівних кадрів і педагогічних працівників освіти, здійснення на базі освітніх закладів теоретичних та прикладних досліджень у галузі освіти, їх впровадження у практику освітньої системи, координація безперервної післядипломної освіти, удосконалення професійної майстерності, педагогічної та психологічної культури працівників освіти.
Для досягнення мети визначено такі завдання:
— забезпечити постійний науково-методичний супровід і прогно-зування професійного розвитку педагогічних, управлінських та методичних кадрів регіону;
— створити інформаційно-освітнє середовище системи освіти Вінницької області на базі освітнього порталу www.edu.vn.ua, що забезпечить можливість оперативного доступу споживачів освітніх послуг до необхідної інформації, сприятиме покращенню умов для їх навчання за дистанційною формою;
— створити умови для постійного професійного розвитку персоналу закладу;
— продовжити наукові розробки інституту щодо:
- модернізації форм і змісту післядипломної педагогічної освіти; регіонального змісту освіти та навчально-методичного забезпечення варіативної складової навчального плану загальноосвітніх навчальних закладів;
- підготовки педагогічних кадрів до роботи за новим змістом і програмами, реалізації завдань профільного навчання;
- науково-методичного супроводу та навчально-методичного забезпечення професійної діяльності педагогів, які працюють з дітьми з особливими освітніми потребами;
- здійснення системного моніторингу якості надання інститутом освітніх послуг і професійного самозростання педагогів.

## Принципи діяльності та розвитку інституту
Діяльність закладу спрямована на реалізацію Програми розвитку освіти Вінницької області на 2010—2015 рр.
Основою змісту роботи інституту є орієнтація на інноваційний розвиток, що розкривається у таких аспектах:
- провадження освітньої діяльності з метою забезпечення підвищення кваліфікації педагогічних працівників дошкільної, середньої та позашкільної освіти;
- використання сучасних технологій професійного удосконалення та підвищення кваліфікації педагогічних і керівних кадрів системи освіти на основі впровадження гнучкої неперервної їх перепідготовки відповідно до вимог інноваційного розвитку освіти;
- організація науково-методичної діяльності, спрямованої на підвищення професійної майстерності педагогів у міжкурсовий період;
- проведення наукових досліджень, розробка і впровадження інноваційних педагогічних технологій, зокрема ІКТ, у практику роботи навчальних закладів;
- забезпечення оптимальної періодичності та термінів навчання з урахуванням встановленого порядку атестації фахівців;
- апробація нових програм, підручників, посібників, навчально-методичних комплексів;
- підтримка обдарованих і талановитих учнів, підготовка їх до участі в олімпіадах, конкурсах, турнірах;
- забезпечення випереджувального характеру підвищення кваліфікації педагогічних кадрів відповідно до суспільних вимог, швидкого реагування на зміни в дошкільній, загальній середній та позашкільній освіті;
- інформаційно-методичне забезпечення навчально-виховного процесу в дошкільних, загальноосвітніх та позашкільних навчальних закладах області;
- керівництво діяльністю районних (міських) методичних кабінетів (центрів);
- формування наукового потенціалу інституту шляхом підготовки фахівців зі складу штатних працівників;
- широке впровадження інформаційно-комунікаційних технологій дистанційної освіти;
- удосконалення структури Інституту як ВНЗ відповідно до Закону України «Про вищу освіту»;
- збереження та розвиток матеріально-технічної бази закладу;
- створення системи моніторингу, планування та прогнозування діяльності навчальних закладів;
- апробація типової автоматизованої системи моніторингу якості загальноосвітніх навчальних закладів.
Система базових цінностей, принципів і функцій втілюється в основних напрямах діяльності інституту: навчально-методичному, науково-методичному, науковому, роботі з обдарованими дітьми та персоналом.
Аналіз документів і матеріалів, які регламентують функціонування структурних підрозділів Інституту, показує, що вони розроблені відповідно до Законів України «Про освіту», «Про вищу освіту», «Про дошкільну освіту», «Про загальну середню освіту», «Про позашкільну освіту», інших нормативно-правових актів, урядових рішень в галузі освіти, а результати моніторингу якості освітньої діяльності Інституту свідчать про те, що вона є важливою складовою єдиної системи безперервної професійної освіти педагогічних працівників.

## Стан навчально-методичного та інформаційного забезпечення
У ході вивчення стану навчально-методичного та інформаційного забезпечення надання освітньої послуги, пов'язаної з підвищенням кваліфікації педагогічних працівників, було встановлено його відповідність поданій у ліцензійній справі інформації.
Аналіз наявних у ліцензійній справі документів (Положення про організацію курсів підвищення кваліфікації педагогічних, керівних та методичних кадрів у Вінницькому ОІПОПП, Положення про дистанційне навчання у системі підвищення кваліфікації педагогічних кадрів Вінницької області, Положення про обласну школу передового педагогічного досвіду та обласний опорний заклад освіти, Положення про норми часу для планування і обліку навчальної, методичної, наукової та організаційної роботи педагогічних і науково-педагогічних працівників ВОІПОПП та інших), якими регламентується навчальний процес в Інституті, розроблені відповідно до чинної нормативно-правової бази в галузі освіти.
Структура та зміст програм освітньої діяльності курсів підвищення кваліфікації педагогічних працівників з різних напрямів (фахових, авторських, проблемно-тематичних) розроблені згідно з вимогами до такого виду документів, за єдиним алгоритмом, з урахуванням професійних інтересів і потреб слухачів. Всі програми, заявлені в ліцензійній справі, наявні, схвалені і затверджені в установленому порядку. У їх змісті відображені сучасні тенденції розвитку психологічно-педагогічної науки і практики. Програми розроблені з урахуванням рекомендацій Інституту інноваційних технологій і змісту освіти Міністерства освіти і науки, молоді і спорту України, Центрального інституту післядипломної педагогічної освіти Університету менеджменту освіти НАПН України.
Курси підвищення кваліфікації проводяться відповідно до плану-графіка, який складається щороку за результатами моніторингового дослідження освітніх потреб педагогічних працівників закладів освіти області. Аналіз планів-графіків показує, що останніми роками зросла частка проблемно-тематичних та авторських курсів підвищення кваліфікації педагогічних працівників.
В інституті створено систему підвищення кваліфікації педагогічних працівників у міжкурсовий період: школа інтерактивного навчання освітян, школа науково-методичного зростання освітян, оперативна школа методичної служби, інструктивно-методичні семінари, школа професійної адаптації за фахом, школа перспективного педагогічного досвіду. Щороку за цими формами підвищують кваліфікацію близько 1600 керівних та педагогічних працівників системи освіти області. Через ці заходи здійснюється системний підхід до навчання завідувачів та методистів районних (міських) методичних служб.
З метою підтримки творчої ініціативи, стимулювання творчості та популяризації найкращого педагогічного досвіду інститутом здійснюється інформаційне, організаційне та науково-методичне забезпечення проведення ВСЕУКРАЇНСЬКИХ КОНКУРСІВ ТВОРЧОСТІ ОСВІТЯН: «Учитель року», «Шкільна бібліотека», «Добро починається з тебе», «Школа сприяння здоров'ю», «Молодь обирає здоров'я», «На найкращий інноваційний урок з фізичної культури та урок фізкультури з елементами футболу», «На найкращий стан фізичного виховання в ЗНЗ», Всеукраїнський конкурс майстерності вчителів, які викладають християнську етику, релігієзнавство, початки філософії «Людина і світ», «Людина і суспільство» тощо.
Відповідно до Державного стандарту загальної освіти, з метою реалізації Державної національної програми «Освіта» (Україна XXI ст.) та впровадження в практику загальноосвітніх навчальних закладів Вінницької області передового педагогічного досвіду, якісних навчально-методичних посібників, виявлення і підтримки творчої праці вчителів, підвищення їхньої професійної майстерності проводиться щорічний обласний авторський конкурс «Творча скарбничка» для творчо працюючих учителів області.

## Виставки
Інститут постійно бере участь у всеукраїнських та міжнародних виставках.
У жовтні 2010 р. інститут був учасником другої Всеукраїнської виставки «Інноватика в освіті», за результатами якої нагороджений бронзовою медаллю та дипломом.
2-4 березня 2011 року інститут брав участь у міжнародній виставці «Сучасні навчальні заклади України». Представлені матеріали відзначені срібною медаллю в номінації «Заходи інституту з підвищення ефективності регіональної системи педагогічної майстерності вчителя».
18-20 жовтня 2011 року інститут презентував свої здобутки на міжнародній виставці «Інноватика в сучасній освіті». Матеріали відзначені срібною медаллю в номінації: «Інформаційно-комунікаційні технології в навчальній, науково-методичній діяльності закладу післядипломної педагогічної освіти».
1-3 березня 2012 року інститут отримав золоту медаль за участь у міжнародній виставці «Сучасні навчальні заклади України — 2012» в номінації «Діяльність вищих навчальних закладів післядипломної педагогічної освіти з підвищення рівня професійних компетентностей педагогічних кадрів»
Щороку в серпні інститут бере участь у виставці «ОСВІТА ВІННИЧЧИНИ: ТВОРЧІ ЗДОБУТКИ» (до обласних серпневих конференцій педагогічних працівників).
Однією із форм стимулювання творчої активності освітян області в інституті є постійно діюча виставка творчих досягнень учителів та учнів, на якій представлено результати педагогічного експерименту навчальних закладів області; творчі роботи учнів, краєзнавчі дослідження вчителів області; вироби вчителів трудового навчання за підсумками курсів підвищення кваліфікації; фотороботи вчителів та учнів області («Джерела української душі», «Незвичайний погляд на звичайні речі»); творчі доробки працівників ДНЗ області («Довкілля Вінниччини»), педагогічна преса закладів освіти («Шкільна преса ЗНЗ області») тощо.

## Гранти
У 2010 році Інститут виборов гранти Вінницької обласної ради на реалізацію обласних проектів «Підготовка педагогів до введення профільного навчання в старшій школі засобами дистанційного навчання» та «Автоматизована інформаційна система (АІС) управління підвищенням кваліфікації педагогічних працівників». За кошти грантів закуплено відповідне обладнання, яке використовується інститутом у процесі підвищення кваліфікації педагогічних працівників.
Реалізується проект «Структурно-функціональна модель стимулювання та розвитку креативності освітян», що передбачає впровадження інноваційних форм, моделей міжкурсового підвищення кваліфікації педагогів у системі науково-методичної роботи з метою стимулювання та розвитку креативності освітян, дослідницької культури, формування їхніх пізнавальних, творчих умінь та навичок, підвищення якості, ефективності та доступності освіти, активне залучення освітян до організації методичної роботи в області.

## Моніторинг
Вагомим напрямом діяльності інституту є проведення моніторингових досліджень якості навчання, знань учнів, педагогічних працівників.
Відповідно до наказу МОН України № 131 від 17.02.2009 р. «Про проведення моніторингу якості підручників для 7 класу загальноосвітніх навчальних закладів у 2008/2009 навчальному році» та з метою реалізації завдань щодо реформування системи загальної середньої освіти, підвищення якості навчальної літератури, створення сучасного підручникового фонду для 12-річної школи у ЗНЗ Вінницької області завершилась апробація 12 підручників, у якій узяли участь понад 600 учителів, 3000 учнів та 3000 батьків.
У 2010 р. за методиками Інституту інноваційних технологій та змісту освіти МОНМС України проведені моніторингові дослідження: «Рівень рухової активності як провідна детермінанта формування здорового способу життя дітей і молоді» (листопад-грудень), «Стану й розвитку системи освіти дітей старшого дошкільного віку» (грудень), «Національне дистанційне моніторингове дослідження рівня сформованості навичок використання інформаційно-комунікаційних технологій у практичній діяльності» (квітень). Моніторингові дослідження обласного рівня: «І етап моніторингу стану використання інформаційно-комунікаційних технологій у навчально-виховному процесі в ЗНЗ області», «Моніторинг стану підготовки педагогів до профільного навчання в загальноосвітніх навчальних закладах», «Вивчення рівня навчальних досягнень учнів загальноосвітніх навчальних закладів з української мови, математики та історії України» у 3, 5-8, 10 класах ЗНЗ області, проведена підготовка до Міжнародних порівняльних досліджень TIMSS-2011 (рівні навчальних досягнень учнів 4, 8-х класів з предметів природничо-математичного циклу); сформовано банк даних ЗНЗ області; відбулось пілотне моніторингове дослідження якості природничо-математичної освіти TIMMS (травень).
У 2011 році підготовлено та проведено моніторингові дослідження:
- соціологічне опитування щодо деяких аспектів викладання історії в загальноосвітніх навчальних закладах (січень);
- моніторинг наявності навчальних програм за напрямами позашкільної освіти (лютий); моніторингове дослідження якості підручників для 9-го класу загальноосвітніх навчальних закладів (березень-травень);
- моніторингове дослідження якості освітніх стандартів (травень);
- соціологічне дослідження за проектом «Відкритий світ» (березень);
- міжнародне порівняльне дослідження TIMSS-2011: рівні навчальних досягнень учнів 8-х класів з предметів природничо-математичного циклу (травень);
- моніторингові дослідження: «Стан реалізації Концепції профільного навчання в старшій школі»,
- ІІ-й етап моніторингового дослідження «Рівень рухової активності як провідна детермінанта формування здорового способу життя»,
- ІІ етап моніторингового дослідження стану й розвитку системи освіти дітей старшого дошкільного віку (жовтень-грудень);
- обласні моніторингові дослідження: «Якості навчальних досягнень з іноземної мови учнів 5-х класів загальноосвітніх шкіл області», «Стану викладання природничо-математичних предметів у середніх та старших класах загальноосвітніх закладів області» (листопад-грудень).

Інститутові відведена провідна роль у формуванні обласної системи моніторингу якості освіти та реалізації програмно-цільового проекту «Моніторинг якості загальної середньої освіти» на 2009—2014 рр., затвердженого колегією управління освіти і науки Вінницької облдаржадміністрації.

## Олімпіади, конкурси, турніри
Інститут здійснює інформаційне, організаційне та науково-методичне забезпечення всеукраїнських учнівських олімпіад, турнірів, конкурсів учнівської творчості на всіх етапах.
Інститут спільно з фізико-математичною гімназією № 17 Вінницької міської ради проводять комплексну олімпіаду з математики, фізики та інформатики, в якій беруть участь переможці IV етапу Всеукраїнських учнівських олімпіад («Турнір чемпіонів»).
Щорічно спільно з Вінницьким національним технічним університетом проводиться відкритий ОБЛАСНИЙ КОНКУРС З WEB-ДИЗАЙНУ серед студентів та учнів області, в якому бере участь близько900 учасників з різних навчальних закладів України.
Інститут є одним з основних виконавців обласної цільової програми роботи з обдарованою учнівською молоддю на 2008—2012 роки. Розпочато роботу зі створення на базі інституту авторських «Шкіл олімпійської майстерності», банку діагностичних методик для виявлення обдарованої молоді та банку даних «Обдарованість». З метою створення моделі мультимедійного позашкільного виховного простору для роботи з обдарованими дітьми розроблено та реалізується обласний пошуковий проект «Використання ЗМІ та мультимедійного простору в роботі з обдарованими дітьми в контексті позашкільної освіти».

## Дослідження
Важливе значення для освіти області має наукова робота, яка проводиться в інституті: дослідження змісту і методів освіти, теоретичних і прикладних аспектів навчальних технологій, стану освіти в області та передового педагогічного досвіду вчителів. Ці завдання успішно реалізуються в тісній співпраці з Університетом менеджменту освіти НАПН України та Інститутом інноваційних технологій і змісту освіти Міністерства освіти і науки, молоді та спорту України.
У 2011 р. кафедри інституту залучили до проведення методичної роботи методистів-кореспондентів серед досвідчених вчителів (Наказ МОН від 28.10.1997 р. № 385); здійснено науково-методичний супровід участі освітян області в 12 міжнародних, 18 Всеукраїнських та 26 обласних програмах та проектах.
Найкращі інноваційні моделі освітян області узагальнено й представлено в методичній розробці інституту «Скарбничка інновацій Вінницької області».

## Інформаційне забезпечення
Інститут започаткував також випуск науково-практичних серій: «На допомогу методисту», «Творча скарбничка», «Організація роботи з обдарованою учнівською молоддю», «Освітянський вісник»; науково-методичного вісника «Відродження».
Розроблено заходи щодо навчально-дидактичного, методичного та кадрового забезпечення дистанційного навчання та формування освітнього Web-простору:
- організовані внутрішні сервери з матеріалами для співробітників інституту;
- модернізовано Web-сторінку інституту www.voipopp.vn.ua;
- з метою висвітлення найкращих інноваційних розробок педагогів області створено новий сайт «Освіта Вінниччини»;
- завершується робота з інтеграції всіх закладів загальної середньої освіти до освітнього порталу www.edu.vn.ua (422 середніх ЗНЗ області мають власну Web-сторінку);
- встановлено платформу підтримки дистанційного підвищення кваліфікації E-FRONT, проведено навчальні спецкурси для працівників інституту з основ користування мультимедійними інтерактивними дошками нового покоління та практичні заняття з основ дистанційного навчання в зазначеному середовищі.

На виконання Державної цільової соціальної програми «Сто відсотків» відділом інформаційних технологій інституту розгорнута робота за проектами: «INTEL навчання для майбутнього», «Відкритий світ», «Партнерство в навчанні», «Цифрові технології».
Педагогічна практика для слухачів курсів підвищення кваліфікації проводиться на базі найкращих дошкільних, загальноосвітніх та позашкільних навчальних закладів області відповідно до укладених угод з відділами (управліннями) освіти районних державних адміністрацій, міських рад.
Тематика та зміст навчальних занять (лекцій, семінарських, практичних, лабораторних та тренінгових занять) розглядаються, координуються та схвалюються на засіданнях кафедр. Навчальні матеріали погоджуються проректором з науково-педагогічної та навчально-методичної роботи та затверджуються ректором Інституту.
Аналіз банку анотацій та тематики навчальних занять, їх змісту дають підстави стверджувати, що під час проведення навчальних занять зі слухачами курсів підвищення кваліфікації викладачами інституту застосовуються ефективні методи роботи, сучасні засоби інформаційно-комунікаційних технологій. Викладачами розроблено навчальні заняття з використанням мультимедійного супроводу, що сприяє збільшенню обсягу інформації, яка подається, її унаочненню, а також — виробленню у слухачів навичок використання засобів інформаційно-комунікаційних технологій у процесі викладання конкретного навчального предмета.

## Публікації
Результати інноваційної діяльності методичних та науково-педагогічних працівників висвітлюються в наукових та методичних публікаціях.
Щороку працівники інституту публікують статті, посібники, підручники, методичні рекомендації тощо.
Результати інформаційно-видавничої діяльності інституту:
• за 2009 рік: підготовлено до друку 11 підручників та посібників, 32 методичні розробки, 16 методичних рекомендацій, 19 статей, 36 методичних листів;
• за 2010 рік підготовлено до друку: 15 підручників та посібників, 19 методичних розробок, 19 статей:
• за 2011 рік підготовлено до друку: 16 підручників та посібників, 27 методичних розробок (зокрема схвалені до використання в загальноосвітніх навчальних закладах відповідними комісіями Міністерства освіти і науки, молоді та спорту України), 25 методичних рекомендацій, 41 інструктивно-методичний лист, 54 статті.
Слухачі курсів підвищення кваліфікації з різних напрямів підготовки достатньо забезпечені навчально-методичною, науково-методичною літературою, періодичними виданнями. На професійні запити слухачів, за результатами професійних конкурсів, роботи курсів, творчих груп науково-педагогічними працівниками Інституту щороку готуються відповідні видання. Протягом 2007—2012 років науково-педагогічними працівниками ВОІПОПП розроблено і видано понад 260 видань, у томі числі — 76 авторських матеріалів (підручників, навчально-методичних посібників, навчальних програм, робочих зошитів тощо), які рекомендовані Міністерством освіти і науки України до використання у навчально-виховному процесі закладів освіти.

## Бібліотека
Бібліотека інституту має абонемент і книгосховище. Книжковий фонд бібліотеки нараховує понад 27 тисяч примірників.
Фонд періодичних видань нараховує понад 2 тис. примірників. Загалом інститут забезпечений науковою та навчально-методичною літературою для здійснення підвищення кваліфікації керівних та педагогічних кадрів з кожної спеціальності галузі освіти.
З 2011 року бібліотека працює в автоматизованій системі обліку періодичних видань та новинок книжкового фонду. Слухачі мають можливість працювати з електронним каталогом Електронний каталог складається з двох баз даних: книги та періодичні видання.
Науково-педагогічні та педагогічні працівники, слухачі курсів підвищення кваліфікації інституту мають можливість доступу до Інтернет як джерела інформації, в тому числі в гуртожитку інституту.

## Підвищення кваліфікації
Таким чином, інститут забезпечує якісне підвищення кваліфікації педагогічних працівників, здійснюючи такі заходи:
1) розробляються і впроваджуються програми проблемно-тематичних, авторських, короткотермінових курсів для різних категорій педагогічних працівників з метою їхньої підготовки до:
- роботи в умовах профільної школи;
- викладання нововведених навчальних курсів загальноосвітніх навчальних закладів;
- проведення зовнішнього незалежного оцінювання випускників системи загальної середньої освіти і моніторингових досліджень якості навчальних досягнень школярів на різних рівнях;
- використання засобів інформаційно-комунікаційних технологій у контексті функціонування і розвитку інформаційно-навчальної регіональної освітньої системи;
- впровадження сучасних інноваційних технологій навчання і виховання молодого покоління;
- роботи з обдарованими дітьми;
- роботи з учнями, які мають особливі освітні потреби;
- педагогічної та управлінської діяльності в умовах сільської школи.
2) впроваджуються сучасні технології навчання педагогів на курсах підвищення кваліфікації;
3) удосконалюються електронні програмно-методичні комплекси для підвищення кваліфікації педагогічних та керівних кадрів за дистанційною формою навчання;
4) розробляються і впроваджуються програми спецкурсів варіативної складової програм освітньої діяльності курсів підвищення кваліфікації відповідно до освітніх потреб педагогічних працівників.

## Матеріально-технічне забезпечення
Огляд навчально-матеріальної бази та вибіркове порівняння облікових документів з реальним станом підтверджують їх відповідність.
Матеріально-технічна й навчально-методична база інституту в цілому забезпечує необхідні умови для підвищення фахової кваліфікації педагогічних працівників, має достатню кількість аудиторій і кабінетів.
Інститут розміщується у навчальному корпусі загальною площею 2840,3 м² та гуртожитку загальною площею 4049,6 м² . У навчальному корпусі знаходиться 14 аудиторій загальною площею 876,5 м² на 380 місць, конференц і актова (на 200 місць) зали, 3 комп'ютерних класи площею 176,1 м на 40 місць, приміщення бібліотеки загальною площею 119,2 м.
Інститут має гуртожиток для проживання педагогічних працівників, які проходять підвищення кваліфікації. Гуртожиток забезпечений кухонними та побутовими блоками на кожному поверсі, є актова зала загальною площею 120 м² на 60 місць.
Навчальний корпус і гуртожиток устатковані твердим і м'яким інвентарем.
В інституті організовано харчування слухачів (буфет).
Матеріально-технічну базу інституту суттєво зміцнено завдяки участі співробітників інституту в проекті Світового банку «Рівний доступ до якісної освіти». Інститут одержав у користування 4 класи: 2 комп'ютерних та 2 мультимедійних. Придбано WI-FI роутери, що дало можливість безпровідного Інтернет-доступу в аудиторіях інституту, встановлено 4 проектори. Закуплено обладнання для відеомонтажу навчально-методичних матеріалів з відповідним програмним забезпеченням, встановлена нова акустична система в актовій залі.
За кошти грантів обласної ради (40000 грн.) придбані ноутбуки для реалізації проекту «Автоматизована інформаційна система управління підвищенням кваліфікації педагогічних працівників».
Усі аудиторії інституту забезпечені мультимедійним обладнанням (проектор, ноутбук, інтерактивна дошка або екран) з доступом WI-FI Інтернету, а підрозділи інституту мають комп'ютери та принтери з доступом до мережі Інтернет.
Придбана розмножувальна техніка для випуску педагогічних матеріалів.
Навчальні заняття в Інституті проводяться в одну зміну. Санітарний стан приміщень, їх обладнання і утримання (умови навчання, виховання, проживання, харчування слухачів) відповідають гігієнічним вимогам і нормативам, вимогам і нормам пожежної безпеки в Україні, що підтверджено відповідними документами.
Викладачі інституту застосовують комп'ютерну техніку під час навчальної діяльності з підвищення кваліфікації педагогічних працівників області, проведення науково-методичних заходів.
Усі приміщення відремонтовані відповідно до санітарно-гігієнічних вимог та відповідають вимогам до організації навчального процесу.
Загальна балансова вартість основних фондів становить 5.315.907 грн.
Матеріально-технічна та навчально-методична база інституту в цілому забезпечує необхідний обсяг підвищення кваліфікації педагогічних працівників, включає достатню кількість приміщень для здійснення такої діяльності.

## Кадрове забезпечення навчального процесу
За результатами вивчення документації з кадрових питань та основної діяльності (книги наказів з кадрових питань і основної діяльності, особових справ науково-педагогічних, методичних та інших працівників Інституту, трудових книжок, дипломів (про вищу освіту, кандидатів і докторів наук), атестатів доцентів і професорів, свідоцтв про підвищення кваліфікації, матеріалів атестації педагогічних працівників) встановлено, що кадрове забезпечення здійснюється відповідно до чинного законодавства: Кодексу Законів про працю України, колективного договору, правил внутрішнього розпорядку, штатного розпису, посадових інструкцій працівників, Типового положення про атестацію педагогічних працівників України тощо.
Вивчення відповідної документації Інституту, зміст співбесід з керівниками структурних підрозділів, викладачами, методичними працівниками Інституту дають підстави стверджувати, що:
- добір керівних та педагогічних кадрів здійснюється з урахуванням рівня їхньої професійної компетентності та готовності працювати в системі післядипломної педагогічної освіти;
- рівень освіти докторів і кандидатів наук, професорів і доцентів, викладачів кафедр відповідає тим дисциплінам, які вони викладають;
- частка докторів наук і професорів, кандидатів наук і доцентів до науково-педагогічних працівників, які працюють на постійній основі, становить 75 %;
- базова освіта викладачів відповідає дисциплінам, що ними викладаються;
- постійно зростає частка викладачів, які мають наукові ступені та вчені звання;
- два працівники закінчили докторантуру і готують до захисту докторські дисертації;
- у 2012—2013 рр. працівниками інституту планується захист 4 кандидатських і 2 докторських дисертацій;
- забезпечено об'єктивність, гласність і результативність у роботі Вченої ради, атестаційної, конкурсної комісій;
- підвищення кваліфікації науково-педагогічних працівників при ЦІППО УМО НАПН України, стажування у вищих навчальних закладах за 2007—2011 р.р. пройшли 16 осіб, захистили кандидатські дисертації 3 працівники.
- комплектування кафедр науково-педагогічними працівниками проводиться з дотриманням чинних вимог — на конкурсних умовах.
Адміністрація Інституту постійно стимулює підвищення наукового та методичного рівня науково-педагогічних, педагогічних і методичних працівників.

## Науково-дослідна робота
Науково-дослідна робота ВОІПОПП здійснюється відповідно до планів роботи кафедр, відділів та кабінетів Інституту.
Повноцінно функціонують кафедри: методології та управління освітою, педагогіки і психології, методики викладання суспільно-гуманітарних дисциплін, методики викладання природничо-математичних дисциплін, на що вказують результати їх діяльності: протоколи засідань кафедри, банк даних про діяльність кафедр, матеріали проведених навчальних занять з науково-педагогічними працівниками Інституту тощо.
Діяльність кафедр інституту спрямована на реалізацію таких завдань:
1. Науково-методичне забезпечення курсів підвищення кваліфікації педагогічних та управлінських кадрів.
2. Удосконалення програмно-методичних комплексів для підвищення кваліфікації педагогічних та управлінських кадрів за дистанційною формою навчання.
3. Науково-методичний супровід розроблення електронних навчально-методичних комплексів для обдарованих учнів.
4. Забезпечення науково-теоретичного супроводу міжнародних, всеукраїнських, обласних, районних заходів (конференцій, семінарів, тренінгів, майстер-класів, «круглих столів», творчих майстерень), які проводяться в регіоні.
Високий рівень фахової підготовки забезпечують 5 професорів, докторів наук, 18 доцентів, 20 кандидатів наук, інші висококваліфіковані працівники з великим досвідом методичної та практичної роботи. Кафедри працюють над загальноінститутською науково-педагогічною темою «НАУКОВО-МЕТОДИЧНИЙ СУПРОВІД ПРОФЕСІЙНОЇ КОМПЕТЕНТНОСТІ ПЕДАГОГІЧНИХ ПРАЦІВНИКІВ ОБЛАСТІ ШЛЯХОМ ВИКОРИСТАННЯ ІНФОРМАЦІЙНО-КОМУНІКАЦІЙНИХ ТЕХНОЛОГІЙ».
6 кандидатів наук працюють над докторськими дисертаціями, 9 викладачів кафедр є здобувачами наукового ступеня кандидат наук.
Викладачами кафедр в 2011 році розроблено 39 лекцій, 32 навчальних плани і спецкурси. Зокрема, кафедрою методики викладання суспільно-гуманітарних дисциплін розробляється тема «Технології навчання суспільно-гуманітарних дисциплін у проєкції на особистість — учасника навчального процесу», кафедра методики викладання природничо-математичних дисциплін працює над темою «Психологічно-педагогічні засади формування особистості в циклі природничо-математичних дисциплін», кафедра методології та управління освітою працює над темою «Реалізація компетентнісного підходу в системі освіти України», кафедра педагогіки та психології розробляє тему «Психолого-педагогічний супровід навчально-виховного процесу».
Важливим напрямом науково-дослідної та науково-методичної роботи для працівників інституту є розробка, пошук та впровадження інформаційно-комунікаційних технологій дистанційної освіти дорослих.
Триває дослідження тем: «Психологічні основи розвитку особистості у навчально-виховному процесі» (доктор психологічних наук, професор Томчук М. І.), «Теоретико-методологічні засади вивчення питань культури в шкільному курсі історії України» (доктор історичних наук, професор Дровозюк С. І.), «Теоретико-методологічні засади вивчення питань державотворення та національної ідентичності в шкільному курсі історії України» (доктор історичних наук, професор Струкевич Олексій Карпович), «Діагностика і корекція деструктивних емоційних станів школярів» (кандидат психологічних наук, доцент Томчук С. М.), «Моделі управління тестовими технологіями у вищих навчальних закладах» (кандидат технічних наук, доцент Білик О. О.), «Інформаційна технологія та автоматизована система моніторингу якості загальної середньої освіти регіону» (Заячковський В. М.), «Теоретико-методологічні засади та механізми державно-громадського управління освітою в регіоні» (кандидат педагогічних наук, доцент Юрчук Л. М.), «Наукові засади розвитку професійної соціокомунікативної компетентності керівників профільних загальноосвітніх навчальних закладів у системі післядипломної педагогічної освіти» (кандидат педагогічних наук Василенко Н. В.), «Соціально-психологічне аутсайдерство: механізми надбання та шляхи подолання в педагогічних колективах» (кандидат психологічних наук, доцент Анцибор А. І.), «Виховання добродійності молодших школярів у процесі позакласної роботи» (Іваниця Г. А.), «Організаційно-методичні засади підвищення кваліфікації учителів інформатики середніх загальноосвітніх шкіл за дистанційною формою навчання» (Пойда С. А.), «Формування ціннісних орієнтацій молодших школярів у процесі позакласної народознавчої роботи» (Пташнік Н. М.), «Формування національної ідентичності учнівської молоді на прикладі міського та сільського середовища» (Войчишина Л. В.), «Розвиток готовності вчителя до формування гуманістичних цінностей старшокласників у системі післядипломної освіти» (Нежданова Л. В.), «Формування толерантності старшокласників у процесі вивчення української літератури» (Гаврилюк О. А.), «Розвиток світогляду учнів на уроках астрономії засобами мультимедіа» (Блащук А. П.), «Підготовка вчителів в системі післядипломної освіти до здійснення наступності між початковою та середньою школою» (Гусєва В. О.), «Управління впровадженням інтерактивних технологій навчання в системі підвищення кваліфікації педагогічних кадрів» (Коваленко Л. В.), «Розвиток професійної компетентності вчителів природничих дисциплін в післядипломній освіті» (Друзь Л. В.), «Психологічні засади формування інформаційної компетентності педагогів» (Матохнюк Л. О.), «Реалізація принципу наступності у процесі формування стереометричних уявлень учнів основної школи» (Салтановська Н. І.), «Розвиток фахової компетентності вчителів природничих дисциплін у післядипломній педагогічній освіті» (Шевченко І. А.), «Критеріальне програмування в задачах з неповною інформацією» (Петрушенко О. Ю.).
На базі Інституту функціонують наукові лабораторії (сільської школи, профільного навчання, інформаційних технологій, особистісно орієнтованого навчання та виховання, інтерактивних технологій навчання, позашкільної освіти, психологічного менеджменту, здоров'язберігаючих технологій), діяльність яких спрямована на розроблення, апробацію та впровадження у практику роботи закладів освіти сучасних освітніх технологій. Науковий супровід діяльності «експериментальних майданчиків» регіону здійснюється науково-педагогічними працівниками ВОІПОПП та інститутів НАПН України.

## Міжнародні зв'язки
Вивчення змісту роботи Інституту показало, що невід'ємною частиною його діяльності є міжнародна співпраця. Її мета — інтеграція закладів освіти області у європейський та світовий освітній простір.
Зміст міжнародного співробітництва полягає в налагодженні та розвитку співробітництва з провідними зарубіжними закладами освіти, посольствами інших держав, організаціями, фондами й установами. В Інституті реалізуються міжнародні освітні програми і проекти, здійснюється спільна науково-дослідна діяльність, організовуються науково-практичні конференції, семінари, круглі столи. Географія зв'язків інституту охоплює Російську Федерацію, США, Велику Британію, Німеччину, Польщу. Укладено угоди про співпрацю з 4 навчальними закладами післядипломної педагогічної освіти країн близького зарубіжжя.
Налагоджено співпрацю Інституту з 16 міжнародними фондами і фундаціями. Серед них:
- Британська Рада;
- Французький Культурний Центр;
- Гете-інститут;
- Корпус Миру Сполучених Штатів;
- Американська рада зі співробітництва в галузі освіти та вивчення мов;
- представництва видавництв Macmillan, Oxford University Press, Express Publishing (ТОВ «Фоліо-ЦентрКом»), ТОВ «VIP-Агенція» Hueber;
- Міжнародний благодійний фонд «Міжнародний Альянс ВІЛ/СНІД в Україні»;
- Компанії: «Дінтернел», «Майкрософт Україна», «КВАЗАР-Мікро» та інші.
Протягом 2009—2011 років Інститутом проведено:
1. 10-11 березня 2011 р. працівники ВОІПОПП брали участь у VI конференції "Позитивний досвід в управлінській діяльності (Польща, Варшава). Мета конференції: підвищити рівень знань учасників-управлінців різних категорій та галузей у сфері ефективного використання різних механізмів щодо поліпшення діловодства та організаційної одиниці місцевого самоврядування, надання можливості обмінятися досвідом представникам місцевої влади різних рівнів.
2. 9-15 квітня 2011 р. педагогічні працівники ВОІПОПП брали участь в українсько-польсько-ізраїльському проекті «Освіта і пам'ять». Мета проекту: обмін досвідом та спільна праця з питань збереження пам'яті та уникнення таких подій в історії людства як голокост, злочин проти людства.
3. 23 серпня 2011 р. у ВОІПОПП відбулась зустріч з проректором з міжнародного співробітництва Kujawsko-Pomorska Szkola Wyzsza w. Bydgoszczy Ігорем Тарановим.
4. З 18 по 21 жовтня 2011 р. відбувся міжнародний семінар, який проводився Всеукраїнською громадською організацією «Міжнародний шкільний проект» за участю фахівців-педагогів з Вінницької області, інших областей України та педагогів зі Сполучених Штатів Америки.
5. 19-20 квітня 2012 р. у ВОІПОПП була проведена міжнародна науко-практична конференція «Методологічні засади художньо-творчого розвитку особистості в контексті міжкультурного спілкування в системі освіти», в якій брали участь науковці з країн Польщі, Росії, України.
23 заклади освіти області беруть активну участь у міжнародних освітніх проектах і програмах. На освітньому порталі ВОІПОПП створено сторінку «Міжнародні зв'язки», на якій систематично висвітлюється інформація про можливості участі у міжнародних освітніх проектах, навчання обдарованих дітей за кордоном, підвищення кваліфікації педагогічних працівників.